# Garrevaques
Garrevaques ist eine französische Gemeinde mit 399 Einwohnern (Stand: 1. Januar 2022) im Département Tarn in der Region Okzitanien. Sie gehört zum Arrondissement Castres und ist Mitglied im Gemeindeverband Communauté de communes Aux sources du Canal du Midi. Die Bewohner werden Garrevaquois und Garrevaquoises genannt.

## Geografie

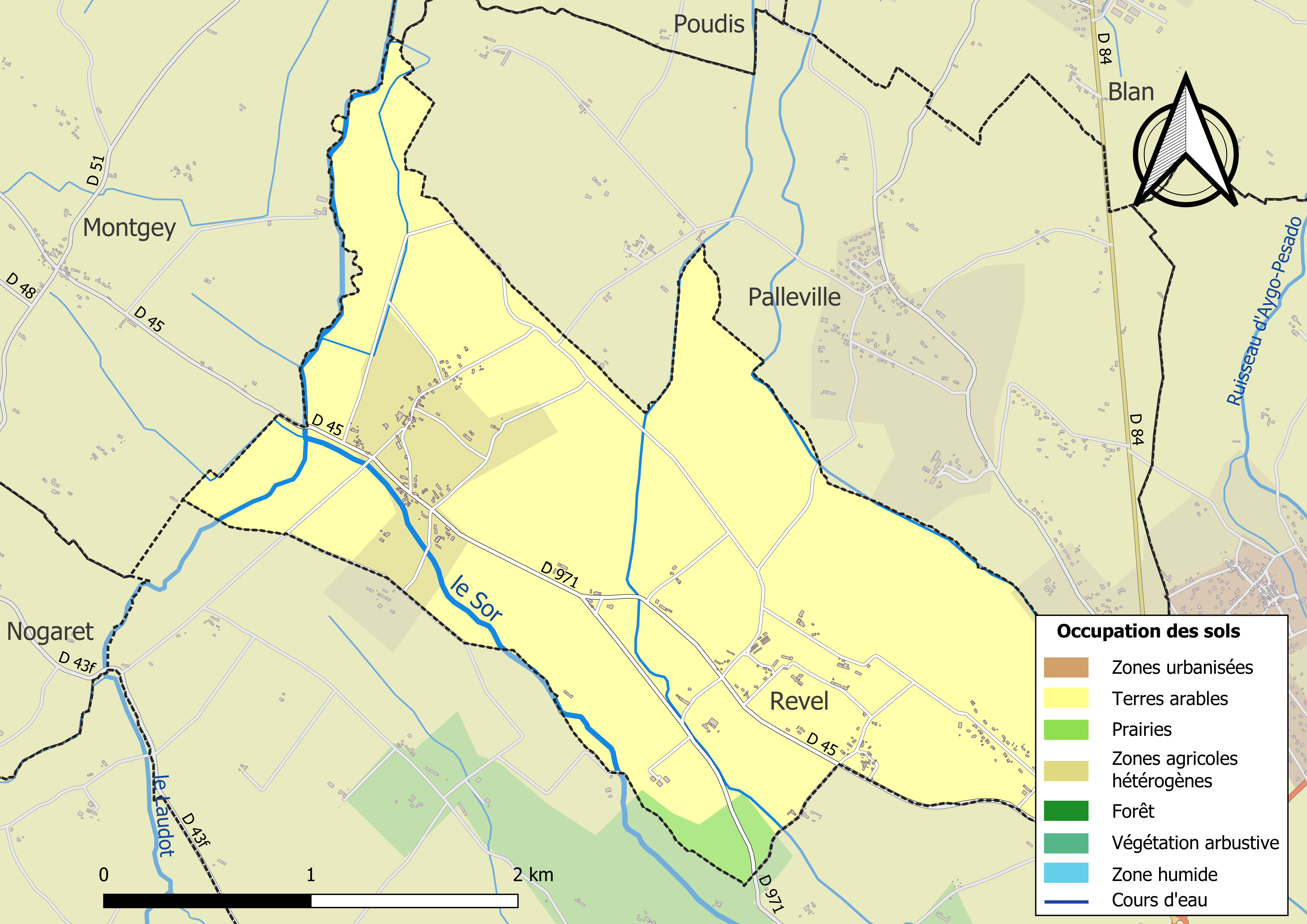
Bodennutzung, Hydrografie und Infrastruktur der Gemeinde (2018)

Garrevaques befindet sich in der historischen Landschaft des Lauragais am südlichen Rand des Départements an der Grenze zum benachbarten Département Haute-Garonne, etwa 43 Kilometer nordnordwestlich von Carcassonne und etwa 45 Kilometer ostsüdöstlich von Toulouse.
Das Gebiet von Garrevaques befindet sich im Einzugsgebiet der Garonne und wird vom Sor, seinem Nebenfluss Laudot und von verschiedenen kleineren Bächen entwässert. Der Sor durchquert das südliche Gemeindegebiet von Südost nach Nordwest, ändert an der westlichen Gemeindegrenze seine Fließrichtung auf nördlich und begrenzt in der Folge die Gemeinde im Westen. Der Laudot mündet von Süden kommend in den Sor an der Stelle seiner Änderung der Fließrichtung.
Nahezu die gesamte Fläche der Gemeinde wird landwirtschaftlich genutzt.
Garrevaques grenzt im Nordwesten an Montgey, im Norden an Poudis, im Nordosten an Palleville und im Südosten, im Süden und im Südwesten an Revel (Département Haute-Garonne).

## Bevölkerungsentwicklung
| Garrevaques: Einwohnerzahlen von 1793 bis 2020                                                                             | Garrevaques: Einwohnerzahlen von 1793 bis 2020 | Garrevaques: Einwohnerzahlen von 1793 bis 2020 | Garrevaques: Einwohnerzahlen von 1793 bis 2020 | Garrevaques: Einwohnerzahlen von 1793 bis 2020 |
| --- | ---------------------------------------------- | ---------------------------------------------- | ---------------------------------------------- | ---------------------------------------------- |
| Jahr |                                                |                                                |                                                | Einwohner                                      |
| 1793 | 1793                                           |                                                | 193                                            | 193                                            |
| 1800 | 1800                                           |                                                | 476                                            | 476                                            |
| 1806 | 1806                                           |                                                | 352                                            | 352                                            |
| 1821 | 1821                                           |                                                | 451                                            | 451                                            |
| 1831 | 1831                                           |                                                | 484                                            | 484                                            |
| 1836 | 1836                                           |                                                | 501                                            | 501                                            |
| 1841 | 1841                                           |                                                | 497                                            | 497                                            |
| 1846 | 1846                                           |                                                | 481                                            | 481                                            |
| 1851 | 1851                                           |                                                | 509                                            | 509                                            |
| 1856 | 1856                                           |                                                | 516                                            | 516                                            |
| 1861 | 1861                                           |                                                | 513                                            | 513                                            |
| 1866 | 1866                                           |                                                | 496                                            | 496                                            |
| 1872 | 1872                                           |                                                | 495                                            | 495                                            |
| 1876 | 1876                                           |                                                | 430                                            | 430                                            |
| 1881 | 1881                                           |                                                | 406                                            | 406                                            |
| 1886 | 1886                                           |                                                | 423                                            | 423                                            |
| 1891 | 1891                                           |                                                | 410                                            | 410                                            |
| 1896 | 1896                                           |                                                | 366                                            | 366                                            |
| 1901 | 1901                                           |                                                | 374                                            | 374                                            |
| 1906 | 1906                                           |                                                | 358                                            | 358                                            |
| 1911 | 1911                                           |                                                | 366                                            | 366                                            |
| 1921 | 1921                                           |                                                | 305                                            | 305                                            |
| 1926 | 1926                                           |                                                | 306                                            | 306                                            |
| 1931 | 1931                                           |                                                | 290                                            | 290                                            |
| 1936 | 1936                                           |                                                | 280                                            | 280                                            |
| 1946 | 1946                                           |                                                | 222                                            | 222                                            |
| 1954 | 1954                                           |                                                | 260                                            | 260                                            |
| 1962 | 1962                                           |                                                | 237                                            | 237                                            |
| 1968 | 1968                                           |                                                | 218                                            | 218                                            |
| 1975 | 1975                                           |                                                | 218                                            | 218                                            |
| 1982 | 1982                                           |                                                | 225                                            | 225                                            |
| 1990 | 1990                                           |                                                | 225                                            | 225                                            |
| 1999 | 1999                                           |                                                | 252                                            | 252                                            |
| 2006 | 2006                                           |                                                | 283                                            | 283                                            |
| 2013 | 2013                                           |                                                | 378                                            | 378                                            |
| 2020 | 2020                                           |                                                | 401                                            | 401                                            |
| Quelle(n): EHESS/Cassini bis 1999, INSEE ab 2006 Anmerkung(en): Ab 1962 offizielle Zahlen ohne Einwohner mit Zweitwohnsitz |                                                |                                                |                                                |                                                |

## Sehenswürdigkeiten
- Das Schloss wurde in der Mitte des 15. Jahrhunderts erbaut und nach Unruhen im Zusammenhang mit den Hugenottenkriegen umgebaut, bevor sie während der Französischen Revolution niedergebrannt wurde. Um 1800 wurde es teilweise umgebaut und die Innenausstattung auf den neuesten Stand gebracht.
- Kirche Saint-Laurent
- Kapelle Saint-Vincent im Weiler Gandels

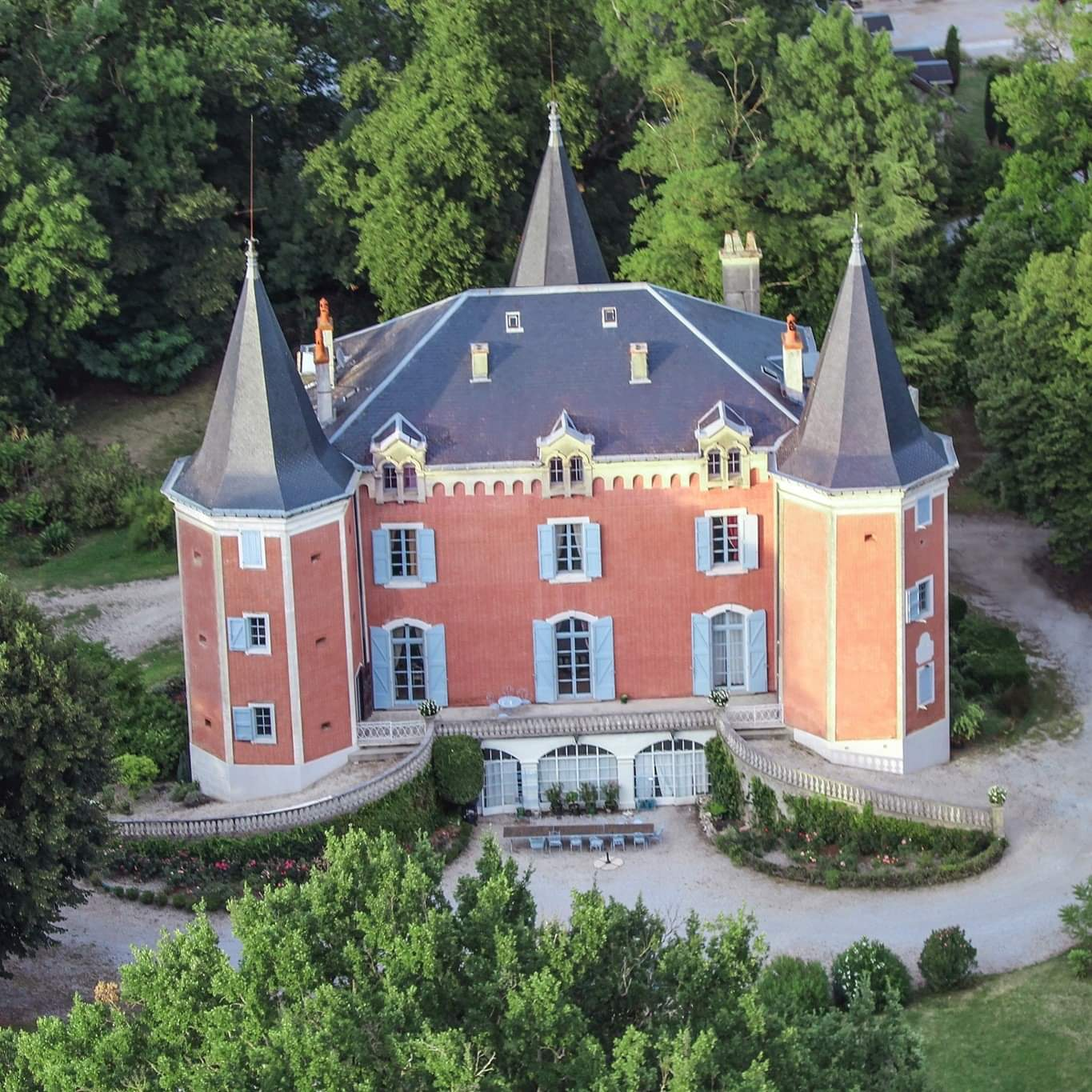
Schloss Garrevaques
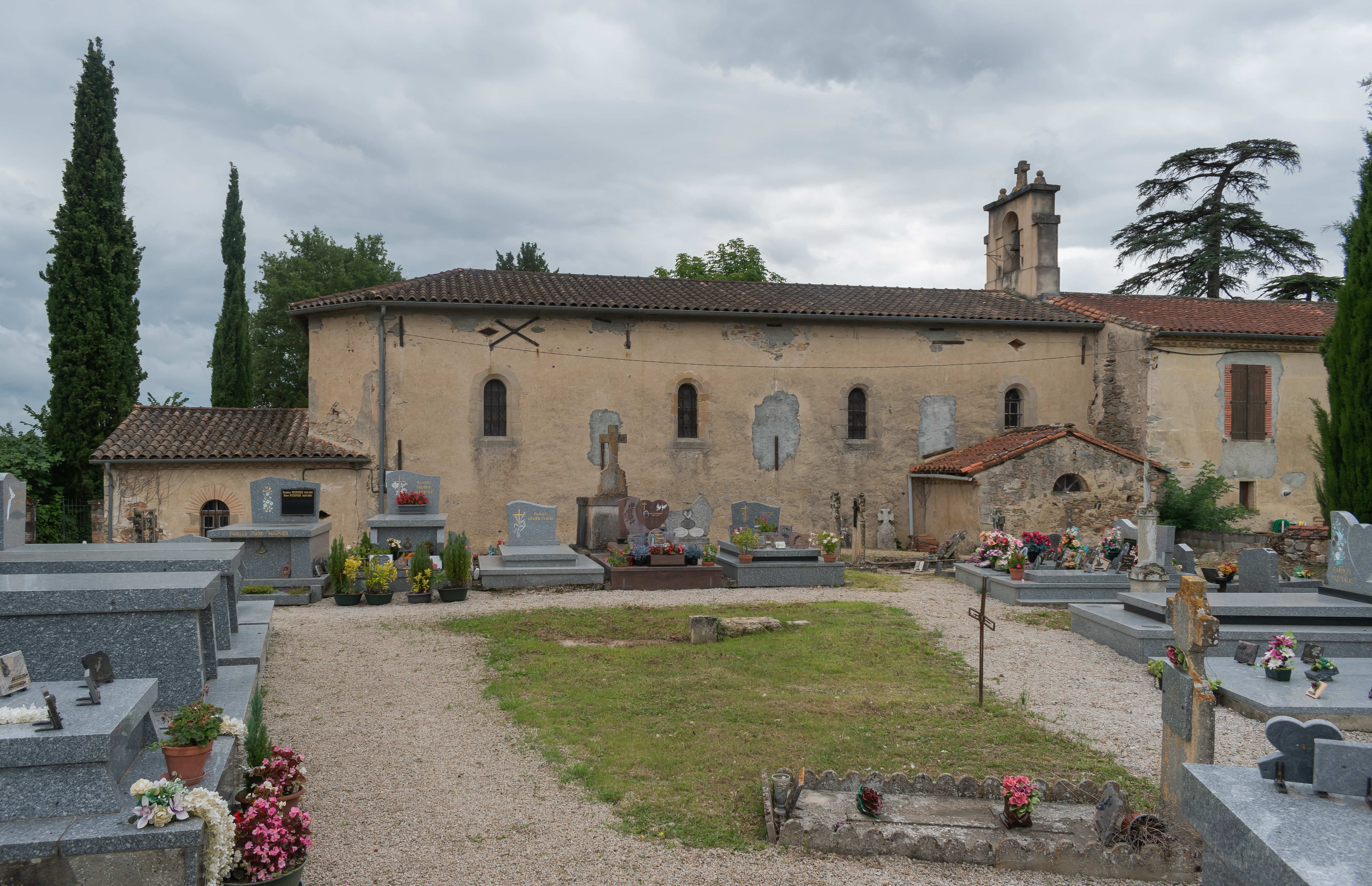
Kirche Saint-Laurent

## Verkehr
Garrevaques ist fernab von größeren Verkehrsachsen. Die nachrangigen Departementsstraßen 45 und 145 sowie lokale Landstraßen stellen Verbindungen der Weiler innerhalb der Gemeinde und zu Nachbargemeinden her.